# Barloch House
Barloch House ist ein Wohngebäude in der schottischen Stadt Milngavie in der Council Area East Dunbartonshire. Es liegt nördlich des Stadtzentrums am Ende der kurzen Barloch Avenue unweit der Cairns Church. 1978 wurde Barloch House in die schottischen Denkmallisten in der Kategorie B aufgenommen.

## Beschreibung
Barloch House wurde um das Jahr 1840 errichtet. Es weist die architektonischen Merkmale der ausklingenden Georgianischen Zeitalters auf. Das zweistöckige Barloch House besitzt zu beiden Seiten niedrigere Anbauten. Die Frontseite wird von drei Fensterachsen geteilt. Bei den Fensterscheiben handelt es sich noch um das Originalmaterial. Die Fassaden sind verputzt und gekalkt, wobei die Gebäudekanten farbig abgesetzt sind. Der mittige Eingangsbereich wird von Blendpfeilern geziert. Das Gebäude schließt mit einem schiefergedeckten Satteldach ab. Die beidseitigen Anbauten besitzen Zwillingsfenster und schließen mit Walmdächern ab.
2001 wurde die Einrichtung eines Parkplatzes unter Auflagen genehmigt. Ein Antrag aus dem Jahre 2010 zur Umnutzung der ehemaligen Remise als Wohnraum wurde zurückgezogen.